# دائرة وادي الزناتي
دائرة وادي الزناتي إحدى دوائر ولاية قالمة الجزائرية وتضم 3 بلديات:
- وادي الزناتي
- برج صباط
- عين رقادة